# Euphrosine bicirrata
Euphrosine bicirrata är en ringmaskart som beskrevs av Moore 1905. Euphrosine bicirrata ingår i släktet Euphrosine och familjen Euphrosinidae. Inga underarter finns listade i Catalogue of Life.